# Cratoptera olivata
Cratoptera olivata är en fjärilsart som beskrevs av Charles Oberthür 1912. Cratoptera olivata ingår i släktet Cratoptera och familjen mätare. Inga underarter finns listade i Catalogue of Life.